# Federico Anselmo
Federico Marcelo Anselmo (Las Acequias, Provincia de Córdoba, Argentina; 11 de junio de 1994) es un futbolista argentino. Juega como delantero y su primer equipo fue Estudiantes de La Plata. Actualmente milita en San Martín de San Juan de la Liga Profesional.

## Trayectoria
Se inició en las inferiores del Club Atlético Talleres de Las Acequias, su ciudad natal. Llegó a Estudiantes de La Plata en febrero de 2010, luego de superar una prueba. En 2014 hizo su debut como profesional con la camiseta del Pincha.
En enero de 2016 es cedido por un año a Atlético Rafaela, donde tuvo un buen semestre, lo que hizo que a mitad de año, Estudiantes decidiera interrumpir el préstamo y repatriarlo para que realice la pretemporada con el plantel profesional. Finalmente, el jugador no continuó en el equipo platense, ya que apareció Unión de Santa Fe, club que adquirió la mitad del pase del delantero y con el que firmó un contrato por tres temporadas.

## Estadísticas
- Actualizado al 21 de julio de 2025

| Club                         | Div.                | Temporada           | Liga  | Liga  | Copa nacional | Copa nacional | Copa internacional | Copa internacional | Total | Total |
| Club                         | Div.                | Temporada           | Part. | Goles | Part.         | Goles         | Part.              | Goles              | Part. | Goles |
| ---------------------------- | ------------------- | ------------------- | ----- | ----- | ------------- | ------------- | ------------------ | ------------------ | ----- | ----- |
| Estudiantes (LP) Argentina   | 1.ª                 | 2014                | 1     | 0     | —             | —             | —                  | —                  | 1     | 0     |
| Estudiantes (LP) Argentina   | 1.ª                 | 2015                | 5     | 0     | 1             | 0             | —                  | —                  | 6     | 0     |
| Estudiantes (LP) Argentina   | Total               | Total               | 6     | 0     | 1             | 0             | 0                  | 0                  | 7     | 0     |
| Atlético Rafaela Argentina   | 1.ª                 | 2016                | 14    | 5     | 1             | 1             | —                  | —                  | 15    | 6     |
| Atlético Rafaela Argentina   | Total               | Total               | 14    | 5     | 1             | 1             | 0                  | 0                  | 15    | 6     |
| Unión Argentina              | 1.ª                 | 2016/17             | 17    | 1     | 3             | 0             | —                  | —                  | 20    | 1     |
| Unión Argentina              | Total               | Total               | 17    | 1     | 3             | 0             | 0                  | 0                  | 20    | 1     |
| Argentinos Juniors Argentina | 1.ª                 | 2017/18             | 3     | 0     | —             | —             | —                  | —                  | 3     | 0     |
| Argentinos Juniors Argentina | Total               | Total               | 3     | 0     | 0             | 0             | 0                  | 0                  | 3     | 0     |
| Quilmes Argentina            | 2.ª                 | 2018/19             | 22    | 9     | 0             | 0             | —                  | —                  | 22    | 9     |
| Quilmes Argentina            | 2.ª                 | 2021                | 31    | 8     | —             | —             | —                  | —                  | 31    | 8     |
| Quilmes Argentina            | 2.ª                 | 2023                | 35    | 11    | —             | —             | —                  | —                  | 35    | 11    |
| Quilmes Argentina            | Total               | Total               | 88    | 28    | 0             | 0             | 0                  | 0                  | 88    | 28    |
| Santa Fe · Colombia          | 1.ª                 | 2019                | 15    | 0     | —             | —             | —                  | —                  | 15    | 0     |
| Santa Fe · Colombia          | 1.ª                 | 2020                | —     | —     | —             | —             | —                  | —                  | 0     | 0     |
| Santa Fe · Colombia          | Total               | Total               | 15    | 0     | 0             | 0             | 0                  | 0                  | 15    | 0     |
| Palestino · Chile            | 1.ª                 | 2020                | 4     | 1     | —             | —             | —                  | —                  | 4     | 1     |
| Palestino · Chile            | Total               | Total               | 4     | 1     | 0             | 0             | 0                  | 0                  | 4     | 1     |
| Dep. Maldonado · Uruguay     | 1.ª                 | 2022                | 19    | 2     | 1             | 0             | —                  | —                  | 20    | 2     |
| Dep. Maldonado · Uruguay     | Total               | Total               | 19    | 2     | 1             | 0             | 0                  | 0                  | 20    | 2     |
| U Cluj · Rumania             | 1.ª                 | 2023/24             | 18    | 3     | 2             | 1             | —                  | —                  | 20    | 4     |
| U Cluj · Rumania             | Total               | Total               | 18    | 3     | 2             | 1             | 0                  | 0                  | 20    | 4     |
| San Martín (SJ) Argentina    | 1.ª                 | 2025                | 14    | 1     | 2             | 0             | —                  | —                  | 16    | 1     |
| San Martín (SJ) Argentina    | Total               | Total               | 14    | 1     | 2             | 0             | 0                  | 0                  | 16    | 1     |
| Total en su carrera          | Total en su carrera | Total en su carrera | 198   | 41    | 10            | 2             | 0                  | 0                  | 208   | 43    |